# WMAQ-TV

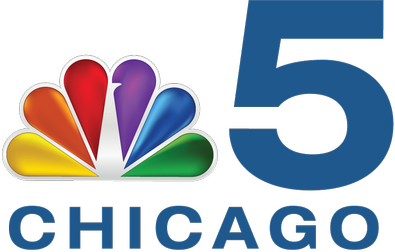

WMAQ-TV est une station de télévision américaine basée à Chicago lancée le 8 octobre 1948, affilié au réseau NBC et appartenant à NBCUniversal.

## Télévision numérique terrestre
| Canal | Video | Aspect | Programmation                       |
| ----- | ----- | ------ | ----------------------------------- |
| 5.1   | 1080i | 16:9   | Programmation principale WMAQ / NBC |
| 5.2   | 480i  | 16:9   | Cozi TV                             |

Jusqu'au 20 décembre 2012, NBC Chicago Nonstop était distribué en sous-canal numérique, qui a été remplacé par Cozi TV.
WMAQ-TV diffuse aussi un signal pour la télévision mobile au sous-canal 5.2, sous le nom de "NBCMobile"